# Diccionari de la Llengua Irlandesa
El Diccionari de la Llengua Irlandesa, oficialment Dictionary of the Irish Language: Based Mainly on Old and Middle Irish Materials (o DIL), publicat per la Reial Acadèmia d'Irlanda, és el diccionari definitiu dels orígens de la llengua irlandesa, especialment pel que fa a l'irlandès antic i l'irlandès mitjà; l'irlandès modern no n'és inclòs. La idea original d'un diccionari complet de l'antic irlandès fou concebuda el 1852 pels prestigiosos lingüistes irlandesos John O'Donovan i Eugene O'Curry; tanmateix, hagueren de passar gairebé seixanta anys fins que fou publicat el primer fascicle (fins a la lletra D per la paraula degóir), compilat per Carl J. S. Marstrander) el 1913. I encara fins uns seixanta anys més, el 1976, no es va publicar el fascicle final (només una pàgina amb paraules començades amb H) amb E. G. Quinn com a editor.
El diccionari sencer comprèn 2.500 pàgines, però se n'ha editat una edició compacta (quatre pàgines originals fotoreduïdes a una pàgina) el 1983 (ISBN 0-901714-29-1), i es va prendre la decisió de no continuar imprimint l'edició completa.
Com a resultat d'un projecte iniciat el 2003, el DIL es pot consultar online a eDIL. L'edició online fou inaugurada per la Reial Acadèmia Irlandesa el 27 de juny de 2007. El llançament fou organitzat per l'equip del Foclóir na Nua-Ghaeilge de l'Acadèmia.